# 谢涛 (晋剧演员)
谢涛（1967年—），女，中国晋剧表演艺术家，一级演员，中国戏剧梅花奖二度梅获得者，中共十八大、十九大代表。曾任太原市文联副主席、太原市实验晋剧院副院长，现任中国戏剧家协会副主席。